# Elizabeth Schuyler Hamilton
Elizabeth Schuyler Hamilton (n. 9 august 1757, Albany, SUA – d. 9 noiembrie 1854, Washington, D.C., SUA) s-a născut în Albany, New York, a doua fiică a generalului armatei continentale Philip Schuyler, general în războiul revoluționar, și Catherine Van Rensselaer Schuyler. Van Rensselaers of the Manor of Rensselaerswyck au fost una dintre cele mai bogate și mai influente familii din punct de vedere politic din statul New York. [3] Avea șapte frați care au trăit până la vârsta adultă, inclusiv Angelica Schuyler Church și Margarita "Peggy" Schuyler Van Rensselaer și 14 frați în total.
Familia ei se număra printre proprietarii de terenuri bogați olandezi, care se stabiliseră în jurul orașului Albany la mijlocul secolului XVII, iar mama și tatăl ei proveneau din familii înstărite și bine apreciate. La fel ca mulți proprietari de pământ ai vremii, Philip Schuyler deținea sclavi, iar Eliza ar fi crescut în jurul sclavilor. [4] În ciuda tulburărilor din războiul francez și indian, în care tatăl ei a servit și care a luptat în mare parte aproape de casa copilăriei sale, copilăria Elizei a fost petrecută confortabil, învățând să citească și să coase de la mama ei.
La fel ca majoritatea familiilor olandeze din zonă, familia ei aparținea Bisericii Olandeze Reformate din Albany, care încă mai supraviețuiește, deși clădirea originală din 1715 în care Elizabeth a fost botezată și a asistat la servicii a fost demolată în 1806. [5] [6] Înfăptuirea ei i-a insuflat o credință puternică și de neclintit pe care o va păstra de-a lungul vieții.
Când era mică, Elizabeth și-a însoțit tatăl la o întâlnire a celor șase națiuni și l-a cunoscut pe Benjamin Franklin când a rămas pentru un timp scurt cu familia Schuyler în timpul călătoriei. [7] S-a spus că a fost ceva de un mormânt de când era mică; [8] de-a lungul vieții, ea a păstrat o voință puternică și chiar o impulsivitate pe care cunoscuții ei au remarcat-o. James McHenry, unul dintre ajutoarele Washingtonului alături de viitorul ei soț, ar spune că „Ea a fost un personaj puternic, cu profunzimea și căldura sa, indiferent dacă se simțea sau se tempera, dar strălucea, izbucnind uneori într-o anumită expresie empatică” [7 ] Mult mai târziu, fiul lui Joanna Bethune, una dintre femeile cu care a lucrat pentru a găsi un orfelinat mai târziu în viața ei, [9] și-a amintit că „Ambele [Elizabeta și Joanna] aveau o dispoziție hotărâtă ... Doamna Bethune cu atât mai mult precaut, doamna Hamilton, cu atât mai impulsiv. "[10]
Căsătorie
La începutul anului 1780, Elizabeth a plecat să stea cu mătușa ei, Gertrude Schuyler Cochran, în Morristown, New Jersey. Acolo l-a întâlnit pe Alexander Hamilton, unul dintre aghiotanții generalului George Washington, care staționa împreună cu generalul și oamenii lui în tabăra de iarnă din Morristown.[11] (De fapt, s-au întâlnit anterior, dacă s-a spus pe scurt, doi ani înainte, când Hamilton a luat masa cu Schuylers la întoarcerea de la o negociere în numele lui Washington. [12]) De asemenea, în Morristown, Eliza s-a întâlnit și s-a împrietenit cu Martha Washington , o prietenie pe care și-ar întreține-o de-a lungul carierei politice a soților lor. Ulterior, Eliza a spus despre doamna Washington, „Ea a fost întotdeauna idealul meu de femeie adevărată.” [7] [13]
Relația dintre Eliza și Hamilton a crescut rapid, chiar și după ce a părăsit Morristown pentru o scurtă misiune de a negocia un schimb de prizonieri, la doar o lună după sosirea Elizei. În timp ce mergea la schimbul de prizonieri, Hamilton i-a scris Elizei continuându-și relația prin scrisori. S-a întors apoi la Morristown, unde tatăl Elisabeta a ajuns, de asemenea, în calitatea sa de reprezentant al Congresului continental și până la începutul lunii aprilie au fost angajați oficial, cu binecuvântarea tatălui ei (ceva anomalie pentru fetele Schuyler - atât Angelica cât și Catherine vor sfârși eloping). Hamilton a urmat armata când s-au descompus în iunie 1780. În septembrie în acel an, Eliza a aflat că maiorul John André, șeful serviciului secret britanic, fusese capturat într-un complot foilat, concoctat de generalul Benedict Arnold, pentru a preda fortul din West Point. britanicul. André fusese cândva îngrijitor de casă în conacul Schuyler din Albany, ca prizonier de război în drum spre Pennsylvania în 1775; Eliza, pe atunci șaptesprezece, ar fi putut avea o zdrobire juvenilă asupra tânărului ofițer britanic care o schițase cândva pentru ea. Hamilton, în timp ce era gelos pe André pentru „realizările” sale, i-a promis Elizei că va face tot ce poate pentru a trata în consecință șeful de informații britanic; el a implorat chiar și Washingtonul să acorde ultima dorință de execuție a lui André, prin tragere în echipă, dar în niciun caz. După alte două luni de separare punctate de corespondența lor, la 14 decembrie 1780, Alexander Hamilton și Elizabeth Schuyler s-au căsătorit la conacul Schuyler.
După o scurtă lună de miere la Pastures, casa copilăriei Elizei, Hamilton s-a întors la serviciul militar la începutul lunii ianuarie 1781. Eliza s-a alăturat curând lui la New Windsor, unde armata Washingtonului era acum staționată, iar ea a reluat prietenia cu Martha Washington în timp ce își distrau soții. „colegi de ofițeri. [14] La scurt timp, însă, Washingtonul și Hamilton au avut un efect de cădere, iar cuplul nou-născut s-a mutat, mai întâi înapoi în casa tatălui Elizei din Albany, apoi într-o nouă casă dincolo rau
de la sediul New Windsor. [15] Acolo Eliza s-a ocupat în crearea unei case pentru ei și în ajutorarea lui Alexandru cu scrierile sale politice - părți din scrisoarea sa de 31 de pagini către Robert Morris, care prezintă o mare parte din cunoștințele financiare care urmau să-l ajute mai târziu în cariera sa, sunt în ea scrierii de mână. [16]
Curând, însă, Eliza s-a mutat din nou, de data aceasta în casa părinților din Albany. Poate că acest lucru a coincis cu descoperirea că a fost însărcinată cu primul ei copil, care s-ar fi născut în ianuarie următoare și pe nume Philip, pentru tatăl ei. În timp ce era în afară, Alexandru și-a scris numeroase scrisori, spunându-i să nu-și facă griji pentru siguranța lui; în plus, el a scris-o despre secrete militare confidențiale, inclusiv cu ocazia bătăliei de la Yorktown în toamna acestui an. [17] Între timp, războiul s-a apropiat de casă, când soldații britanici au încercat să asaltă pășunile. Conform unor relatări, familia a fost scutită de rău datorită gândirii rapide a surorii sale Peggy: le-a spus călăreților că tatăl ei a plecat în oraș pentru a primi ajutor, determinându-i să fugă. [18]
După Yorktown, Alexander a putut reintra în Eliza în Albany, unde aveau să rămână aproape alți doi ani, înainte de a se muta la New York la sfârșitul anului 1783. [19] La începutul acelui an, Angelica și soțul ei, John Barker Church, din motive de afaceri, se mutaseră în Europa. Angelica a locuit peste hotare peste 14 ani, întorcându-se în America pentru vizite în 1785 și 1789. [20] La 25 septembrie 1784, Eliza a născut cel de-al doilea copil, Angelica, numit după sora mai mare a Elizei.
În 1787, Eliza s-a așezat la un portret, executat de pictorul Ralph Earl în timp ce era ținut în închisoarea debitorilor. Alexander a auzit despre situația lui Earl și l-a întrebat dacă Eliza ar putea fi dispusă să stea pentru el, pentru a-i permite să câștige bani și, în cele din urmă, să-și cumpere drumul din închisoare, lucru pe care l-a făcut ulterior. [21] În acest moment, ea avea acum trei copii mici (al treilea ei, Alexander, s-a născut în mai 1786) și s-ar putea să fi fost însărcinată la acea vreme, al patrulea ei, James Alexander, care va fi născut în aprilie următoare.
În afară de propriii copii, în 1787, Eliza și Alexander l-au luat în casă pe Frances (Fanny) Antill, cel mai mic copil de doi ani al prietenului lui Hamilton, colonelul Edward Antill, a cărui soție a murit recent. [22] În luna octombrie a acelui an, Angelica i-a scris lui Alexandru: „Toate harurile de care ai fost încântat să mă împodobească cu decolorare înaintea acțiunii generoase și binevoitoare a surorii mele în luarea lui Antle orfane [sic] sub protecția ei.” [23] Doi ani mai târziu, colonelul Antill a murit în Canada, iar Fanny a continuat să locuiască cu Hamiltons încă opt ani, până când o soră mai mare s-a căsătorit și a reușit să o ia pe Fanny în propria casă. [23] Mai târziu, James Alexander Hamilton va scrie că Fanny „a fost educată și tratată în toate privințele ca [fiica propriei Hamiltons]” [23].
Hamiltonii au avut o viață socială activă, frecventând deseori teatrul, precum și diverse baluri și petreceri. „Am avut puțină viață privată în acele zile”, își amintește ea. [24] La primul bal inaugural, Eliza a dansat cu George Washington; [25] când Thomas Jefferson s-a întors de la Paris în 1790, ea și Alexander au găzduit o cină pentru el. [26] După ce Alexander a devenit secretar al Trezoreriei în 1789, îndatoririle sale sociale au crescut doar: "Doamna Hamilton, doamna [Sarah] Jay și doamna [Lucy] Knox au fost liderii societății oficiale", scrie un istoric timpuriu. [27] În plus, ea și-a gestionat gospodăria, [28] și James McHenry i-a notat odată lui Alexander că Eliza a avut „la fel de merit ca trezorierul tău, pe cât îl ai ca trezorier al Statelor Unite” [29].
Elizabeth Hamilton, portret de James Sharples, c. 1795
Eliza a continuat, de asemenea, să-l ajute pe Alexander de-a lungul carierei sale politice, servind ca intermediar între el și editorul său când scria The Federalist Papers, [30] copiind porțiuni ale apărării sale din Banca Statelor Unite, [31] și ședința alături de el, pentru a putea citi Adresa de la Washington de la Adio, cu voce tare, când a scris-o. Între timp, ea a continuat să crească copiii (o cincime, John Church Hamilton, se născuse în august 1792) și să-și întrețină gospodăria pe parcursul mai multor mișcări între New York, Philadelphia și Albany. În timp ce se afla în Philadelphia, în jurul datei de 24 noiembrie 1794, Eliza a suferit un avort spontan [33], ca urmare a copilului ei cel mai mic, care a căzut extrem de bolnav, precum și a grijilor sale pentru absența lui Hamilton în timpul reprimării armate a Rebeliunii Whisky. [34] Hamilton și-a dat demisia din funcția publică imediat după aceea [35] pentru a-și relua practica de avocatură la New York și a rămâne mai aproape de familia sa. [36]
În 1797, a apărut o aventură care a avut loc cu câțiva ani mai devreme între Hamilton și Maria Reynolds, o tânără care l-a abordat pentru prima dată pentru ajutor monetar în vara anului 1791. În mod evident, Eliza nu credea acuzațiile atunci când au fost nivelate pentru prima dată. împotriva soțului ei: John Church, cumnatul ei, la 13 iulie 1797, a scris lui Hamilton că „
nu face nici cea mai mică impresie asupra ei, ci doar că consideră întregul nod dintre cei care vi s-au opus drept [Scoundrels]. "[37] După ce s-a întors acasă la Eliza pe 22 iulie [38] și a adunat un prim proiect datat din iulie 1797 , [39] la 25 august 1797, Hamilton a publicat un pamflet, mai târziu cunoscut sub numele de Reynolds Pamphlet, recunoscând afacerea sa adulteră de un an, pentru a respinge acuzațiile pe care le-a implicat în speculații și comportamente necorespunzătoare publice cu soțul Mariei James Reynolds. [40]
Eliza era la acea vreme însărcinată cu al șaselea copil. În ciuda sarcinii sale avansate și a avortului său anterior din noiembrie 1794, reacția inițială la dezvăluirea soțului său despre aventura sa trecută a fost să plece din Hamilton în New York și să se alăture părinților ei în Albany, unde William Stephen s-a născut la 4 august 1797. A venit doar înapoi la casa conjugală din New York, la începutul lunii septembrie 1797, deoarece medicul local nu a putut să-i vindece pe fiul lor cel mai mare Philip, care o însoțise la Albany și l-a contractat pe Typhus. De-a lungul timpului, Eliza și Alexander s-au împăcat și au rămas căsătoriți și au mai avut alți doi copii împreună. Primul, Elizabeth, numit pentru Eliza, s-a născut pe 20 noiembrie 1799. Înainte de a se naște al optulea copil, totuși, ei și-au pierdut fiul cel mai mare, Filip, care a murit într-un duel la 24 noiembrie 1801. După ce au fost împușcați pe duel câmp, Filip a fost adus în casa lui Angelica și a Bisericii Ioan, unde a murit, ambii părinți de lângă el. Ultimul lor copil, născut în iunie următoare în 1802, a fost numit Philip în onoarea sa. [41] [a fost nevoie de citată] În acest timp, Alexander a comandat lui [John McComb Jr.] să construiască casa familiei Hamilton. În 1802 în același an în care Philip s-a născut, casa a fost construită și numită Hamilton Grange National Memorial după casa tatălui lui Alexander în Scoția. Eliza și Alexander au continuat să trăiască împreună într-o relație grijulie în noua lor casă, care poate fi văzută în scrisori între cei doi la acea vreme. Când Eliza a plecat la înmormântarea mamelor sale în 1803, Hamilton i-a scris din Grange spunându-i:
Sunt nerăbdător să aflu de sosirea ta la Albany și mă bucur să fiu informat că tatăl tău și toți sunt compuși. Vă rog să vă exercitați și vă repet îndemnul pe care îl veți ține cont că este afacerea dvs. de a vă mângâia și de a nu vă supăra. [42]
Eliza și soțul ei nu aveau să ajungă să se bucure de casa lor recent construită mult timp decât doar doi ani mai târziu, în iulie 1804, Alexander Hamilton s-a implicat într-o „aventură de onoare” similară, ceea ce a dus la duelul său infam cu Aaron Burr și moartea prematură . Înainte de duel, Eliza i-a scris două scrisori, spunându-i:
Mângâierile religiei, iubitul meu, te pot sprijini singur; iar acestea aveți dreptul să vă bucurați. Zboară spre sânul Dumnezeului tău și fii mângâiat. Cu ultima mea idee; Vă prețuiesc dulce speranța de a vă întâlni într-o lume mai bună. Adieu cel mai bine dintre soții și cel mai bun dintre femei. Îmbrățișați toți copiii mei dragi pentru mine.
Alexander Hamilton a murit la 12 iulie 1804, cu Eliza și toți cei 7 copii ai săi supraviețuitori.
Viața ulterioară
Elizabeth Hamilton, portretul lui 1825 de Henry Inman
Elizabeth Hamilton la 94 de ani
Cu un an înainte de duel, mama Elisei Catherine a murit brusc [43] și la doar câteva luni după moartea lui Hamilton, tatăl Elizei a murit și el. Până în acest moment, doi dintre frații ei, Peggy și John, au murit și ei. [44]
După moartea soțului ei în 1804, Eliza a fost lăsată să plătească datoriile lui Hamilton. Grange, casa lor pe o proprietate de 35 de acri din Manhattanul superior, a fost vândută la licitație publică; cu toate acestea, mai târziu a putut să-l răscumpere de la executorii lui Hamilton, care au decis că Eliza nu ar putea fi deposedată public de casa ei și și-au achiziționat-o singuri pentru a-i vinde înapoi la jumătate din preț. În noiembrie 1833, la vârsta de 76 de ani, Eliza a revândut The Grange pentru 25.000 de dolari, finanțând achiziția unei case din New York (numită acum Hamilton-Holly House) unde a locuit timp de nouă ani cu doi dintre copiii săi mari, Alexander Hamilton Jr. și Eliza Hamilton Holly și soții lor. Eliza a putut de asemenea să încaseze pensia lui Alexandru din serviciul său în armată de la congresul din 1836 pentru bani și terenuri. În 1848, a plecat din New York pentru Washington, D.C., unde a locuit împreună cu fiica sa văduvă Eliza până în 1854.
În 1798, Eliza acceptase invitația prietenei sale, Isabella Graham, de a se alătura descriptiv „Society for the Relief of Poor Vowuvs and Children Children”, care a fost înființată anul precedent. În 1806, la doi ani de la moartea soțului ei, ea împreună cu alte câteva femei, inclusiv Joanna Bethune, au fondat Societatea de azil orfan. Eliza a fost numită a doua directoare sau vicepreședinte. În 1821, a fost numită prima directoare și a ocupat 27 de ani în acest rol, până când a părăsit New York-ul în 1848. Până când a plecat, a fost alături de organizație continuu de la fondarea sa, în total 42 de ani. Societatea de azil orfană din New York continuă să existe ca agenție de servicii sociale pentru copii, astăzi numită Graham Wind
șuncă. Lucrările filantropice ale Elizei pentru a ajuta la crearea Societății de Azil Orfan au dus la inducerea ei în secțiunea de filantropie a Muzeului Național de Istorie Americană, arătând generozitatea timpurie a americanilor care au reformat națiunea. [45]
Eliza l-a apărat pe Alexander împotriva criticilor săi, în diverse moduri în urma morții sale, inclusiv prin susținerea revendicării sale de autorizare a adresei de adio a lui George Washington și prin solicitarea de scuze de la James Monroe pentru acuzațiile sale de improprii financiare. Eliza dorea o scuză oficială completă de la Monroe, pe care nu o va da până nu se vor întâlni în persoană pentru a vorbi despre Alexander cu puțin timp înainte de trecerea ei. Elizabeth Hamilton a solicitat Congresului să publice scrierile soțului său Alexander Hamilton (1846)
Eliza a rămas dedicată păstrării moștenirii soțului ei. Ea a reorganizat toate scrisorile, lucrările și scrierile lui Alexander cu ajutorul fiului ei, John Church Hamilton, și a perseverat prin multe neplăceri în publicarea biografiei sale. Cu ajutorul lui Eliza, John C. Hamilton va continua să publice Istoria Republicii Statele Unite ale Americii, așa cum este trasat în Scrierile lui Alexander Hamilton și Contemporarii săi. Istoria Republicii ar pune bariera pentru biografiile viitoare ale lui Alexander Hamilton, care vor crește pe măsură ce va trece timpul. A fost atât de devotată scrierilor lui Alexandru încât a purtat un mic pachet în jurul gâtului, care conținea bucățile unui sonet pe care Alexandru le-a scris în primele zile de curte. Scrierile pe care istoricii le au astăzi de către Alexander Hamilton pot fi atribuite eforturilor Elizei. În iunie 1848, când Eliza era în anii nouăzeci, a făcut un efort pentru Congres să cumpere și să publice lucrările soțului său. În august, cererea ei a fost acceptată, iar Congresul a cumpărat și publicat lucrările lui Alexander, adăugându-le la biblioteca Congresului și ajutând viitorii istorici ai Hamiltonului să-și vizualizeze lucrările astăzi. Odată cu păstrarea lucrărilor lui Alexander în timp ce Eliza era în anii 90, ea a rămas dedicată lucrărilor de caritate, iar după ce s-a mutat la Washington, D.C., a ajutat Dolley Madison și Louisa Adams să strângă bani pentru a construi Monumentul Washington.
Până în 1846, Eliza suferea de pierderi de memorie pe termen scurt, dar își amintea încă viu de soțul ei. Eliza a murit la Washington, D.C., la 9 noiembrie 1854, la 97 de ani. Ea și-a supraviețuit soțul până la 50 de ani și și-a supraviețuit pe toți, cu excepția unuia dintre frații ei (sora ei cea mai tânără, Catherine, la 24 de ani mai mică). Eliza a fost înmormântată lângă soțul ei în cimitirul Bisericii Trinității din New York. Angelica a fost, de asemenea, odihnită la Trinity, în bolta privată a Livingstons, în timp ce fiul cel mai mare al Elizei, Filip, avea un mormânt nemarcat lângă curtea bisericii.